# One more Kiss (雑誌)
『One more Kiss』（ワンモアキス）は、2001年から2007年まで講談社が発行した日本の女性向け漫画雑誌。隔月刊（奇数月刊）。発売日は刊行月の前月（偶数月）8日（日曜日の場合は7日）。
2001年12月8日に、『Kiss』（講談社）の妹誌として創刊（2002年1月号）。大人の女性向けに恋をテーマとした作品を中心に掲載。創刊当初は『Kiss』で連載する漫画家の新作読切作品を中心としていたが、その後、独自の連載作品も掲載。2007年12月8日発売の2008年1月号を最後に休刊。連載作品は『Kiss』や、2008年2月に創刊された実質的な後継誌『Kiss PLUS』に引き継がれた。

## 主な掲載作品
- あやしげ通販（そのだつくし）
- ガール（早坂いあん、原作・奥田英朗）
- 回転銀河（海野つなみ） - 休刊後、『Kiss』『Kiss PLUS』で連載を継続。
- 風車祭（栗原まもる、原作・池上永一）
- GREEN FINGER -小花の庭-（松本小夢） - 休刊後、『Kiss PLUS』で連載を継続。
- BUB [BACK UP BROTHERS]（望月玲子）
- 百花日和（埜納タオ） - 休刊後、『Kiss PLUS』で連載を継続。
- 本屋の森のあかり（磯谷友紀） - 休刊後、『Kiss』で連載を継続。
- ルージュ・ユニック（小野塚カホリ）

## 発行部数
- 2003年9月1日 - 2004年8月31日、99,166部[1]
- 2004年9月 - 2005年8月、90,660部[1]
- 2005年9月1日 - 2006年8月31日、77,000部[1]